# Tentative de coup d'État de 1981 en Espagne
Transition démocratique espagnole
La tentative de coup d'État du 23 février 1981 en Espagne, connu en Espagne sous le numéronyme de 23-F, perpétré en Espagne par des officiers de l'armée, a été marquée par l'assaut du Congrès des députés par un groupe d'officiers et de sous-officiers de la Garde civile  - la gendarmerie espagnole - qui fut filmé par la télévision espagnole. Ce coup d'État, qui s'est soldé par un échec, se déroula au moment de l'élection de Leopoldo Calvo-Sotelo, membre de l'Union du centre démocratique (UCD), à la présidence du gouvernement espagnol.

## Les prémices

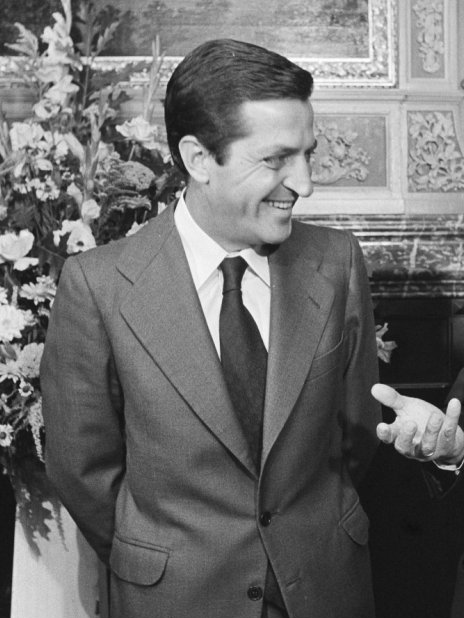
Adolfo Suárez 1977

Le coup d'État de 1981 est étroitement lié aux événements qui se sont déroulés pendant la transition démocratique espagnole. Quatre facteurs engendrent une tension permanente, que le gouvernement d'Union du centre démocratique (UCD) échoue à contenir : les conséquences de la crise économique ; les difficultés de mise en œuvre d'une nouvelle organisation territoriale de l'État ; les actions terroristes de l'ETA et les résistances de certaines unités de l'armée à accepter un système démocratique.
Les premiers symptômes du malaise de l'armée apparaissent en avril 1977, lorsqu'à la suite de la légalisation du Parti communiste d'Espagne (PCE), le 9, l'amiral Gabriel Pita da Veiga (es), ministre de la Marine, démissionne et que le Conseil supérieur de l'armée émet une note qui manifeste sa désapprobation. En novembre 1978 a lieu le démantèlement de l'opération Galaxia, une première tentative de coup d'État contre la transition vers la démocratie qui s'annonce, menée par différents officiers et dont le chef est le lieutenant-colonel de la garde civile Antonio Tejero. Deux officiers sont arrêtés, Tejero et le capitaine de police Ricardo Saenz de Ynestrillas. Ils sont jugés en 1980,. En dépit des réquisitions du procureur, Tejero est condamné à sept mois de prison et à une assignation à domicile, Ynestrillas à six mois.
Alors que la volonté putschiste s'accroît dans l'armée et du côté de l'extrême droite, le gouvernement fait face à une crise profonde, qui atteint en 1980 son paroxysme. Parmi les principaux événements majeurs de cette période, il y a la démission, le 15 janvier, du ministre de la Culture, Manuel Clavero Arévalo; le remaniement du gouvernement le 3 mai ; la motion de censure déposée contre Adolfo Suárez par le Parti socialiste ouvrier espagnol (PSOE) en mai ; la démission, le 22 juillet, du vice-président du gouvernement, Fernando Abril Martorell, qui donne lieu à un nouveau remaniement du gouvernement en septembre, et l'aggravation du terrorisme avec des assassinats à Barcelone et au Pays Basque.
La faiblesse croissante de Suárez dans son propre parti rend de plus en plus probable sa démission comme président du gouvernement et de l'UCD. Il renonce effectivement fin janvier 1981, puis les événements se précipitent. Le 1er février, le collectif « Almendros » publie dans le journal El Alcázar un article clairement putschiste ; du 2 au 4 février, le couple royal voyage au Pays basque, où les députés du parti Herri Batasuna les accueillent par des huées ; le 6 février l'ingénieur de la centrale nucléaire de Lemóniz, séquestré depuis quelques jours, est découvert assassiné alors qu'on reste sans nouvelle d'un autre industriel séquestré, Luís Suñer. Au milieu de ce climat tendu, la succession de Suárez se met en marche. Entre les journées du 6 et 9 février se déroule le 2e congrès de l'UCD à Majorque, où le parti apparaît divisé et où Agustín Rodríguez Sahagún est élu président de circonstance : le 10 février Leopoldo Calvo Sotelo est choisi comme candidat à la présidence du gouvernement.
Les tensions sont déjà fortes lorsque, le 13 février, est rendue publique la mort, dans la prison madrilène de Carabanchel, du militant basque indépendantiste Jose Ignacio Arregui, victime des tortures infligées par des policiers de la Direction générale de la sûreté (ancienne dénomination du secrétariat d'État à la Sécurité). Cela déclenche au Pays basque une grève générale et au Congrès, une dispute entre les groupes parlementaires. À la suite de cela, le gouvernement destitue plusieurs chefs de la police, tandis qu'ont lieu au ministère de l'Intérieur des démissions en signe de solidarité avec les torturés.
C'est dans ce cadre que le 18 février, Leopoldo Calvo-Sotelo présente son gouvernement. Lors du vote du 20 février, il n'obtient pas la majorité nécessaire. Cette situation impose un nouveau vote, planifié le 23 février. C'est le jour que choisissent les putschistes. Ces derniers réunissent les partisans d'un coup d'État brutal, visant à imposer une nouvelle dictature militaire, prônée par Antonio Tejero et par le capitaine général Jaime Milans del Bosch (le second souhaitant conserver la monarchie en place), et ceux d'un coup d'État en douceur, visant à amener le roi à prendre la tête d'un gouvernement temporaire de salut public, prôné par le général Alfonso Armada, ex-secrétaire général de la Maison du roi.

## Le coup d’État

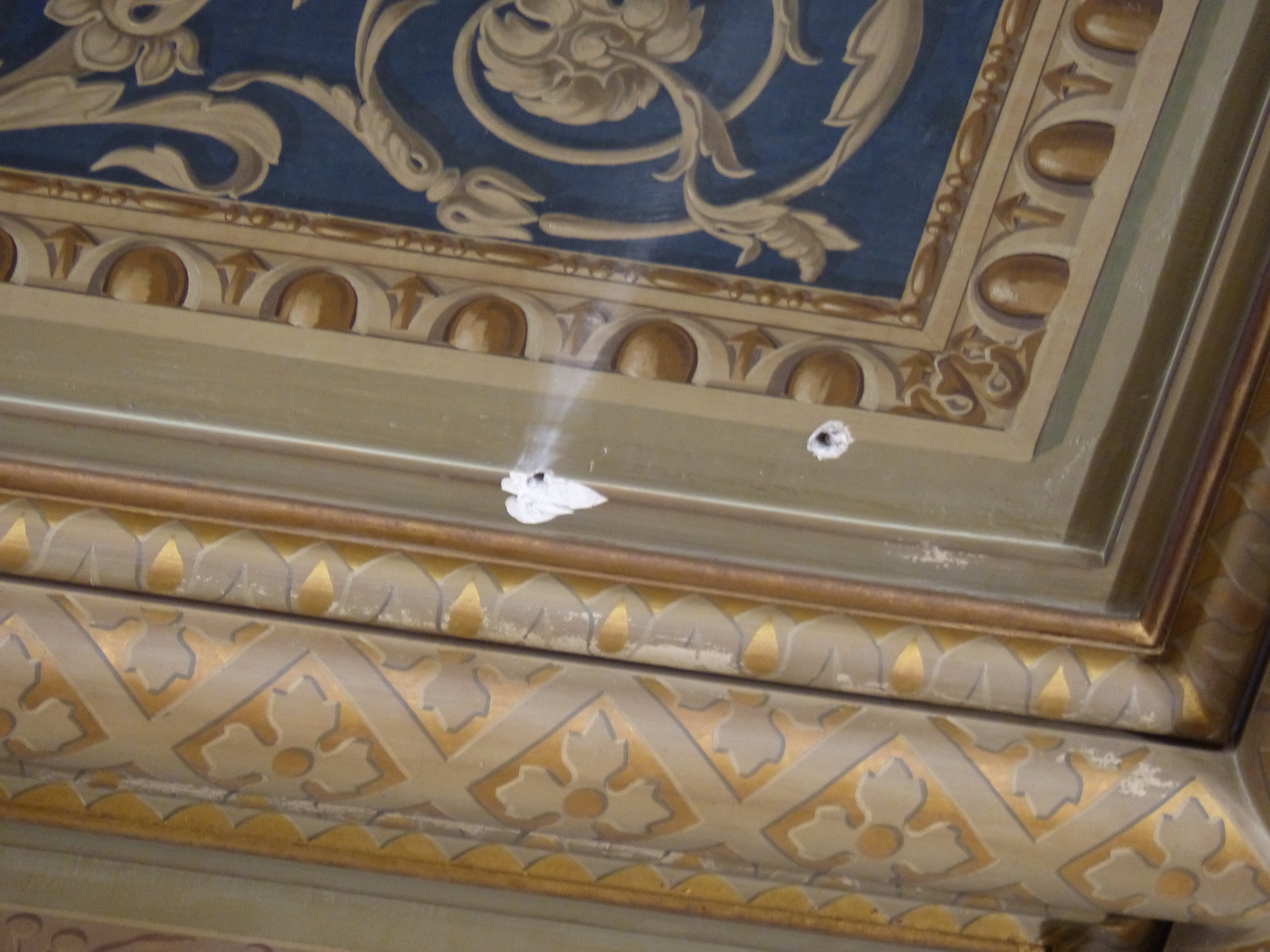
Impacts de balles dans le plafond de l'hémicycle

Lors de la tentative du coup d’État du 23 février 1981, les divers complots putschistes distincts qui se tramaient depuis le commencement de la transition convergent de façon coordonnée.
Ce jour-là, le président du Congrès des députés ouvre le second vote d'investiture du président du gouvernement. À 18 h 21, un groupe d'officiers et de sous-officiers membres de la Guardia Civil, sous le commandement du lieutenant-colonel Antonio Tejero, fait irruption dans l'hémicycle, interrompt le vote et ordonne à toutes les personnes présentes de s'allonger et ne pas bouger. Instinctivement, le général de division de l'armée de terre Manuel Gutiérrez Mellado, premier vice-président du gouvernement et officier le plus gradé dans la salle, se lève, se dirige vers la tribune où se tient Antonio Tejero et lui ordonne de déposer les armes. Un groupe d'une dizaine de soldats est nécessaire pour le maîtriser, malgré ses 70 ans.
Les gardes civils ouvrent alors le feu à l'arme automatique vers les plafonds de la salle des séances. Aussitôt, l'intégralité des députés et ministres se couchent dans les travées, à l'exception du secrétaire général du Parti communiste Santiago Carrillo, qui reste assis et du président du gouvernement sortant Adolfo Suárez, ainsi que le général Mellado.
Pedro Francisco Martín (es), opérateur de la Télévision espagnole, continue de filmer la séance pendant une demi-heure, apportant un témoignage exceptionnel sur les événements du 23 février.
En prenant le contrôle du Congrès et en retenant prisonniers députés et ministres, les putschistes cherchent à instaurer un « vide institutionnel », dont doit profiter un nouveau régime franquiste pour se mettre en place. Quatre personnes sont alors mises à l'écart : Suárez, Carrillo, le secrétaire général du PS Felipe González et son adjoint Alfonso Guerra.
Peu après, le capitán general de la IIIe Région militaire Jaime Milans del Bosch se soulève. Il fait sortir les chars dans les rues de Valence et proclame l'état d’exception en tentant de convaincre les autres militaires de soutenir l'action. À 21 heures, un communiqué du ministère de l'Intérieur informe que les secrétaires d'État et sous-secrétaires des ministères forment une commission permanente, chargée d'exercer les fonctions gouvernementales, sous la présidence du directeur général de la Sécurité de l'État, Francisco Laína et en contact étroit avec les généraux, chefs d'état-major. Parallèlement, le Sénat est convoqué en session par une partie de son bureau (le président Cecilio Valverde est retenu en otage au Congrès) et se réunit à partir du 24 février à 10 heures afin de maintenir l'activité parlementaire. Entretemps, un autre général putschiste, Torres Rojas, échoue dans son essai de supplanter le général José Juste Fernández (es), à la tête de la division blindée Brunete, considérée comme la meilleure division blindée espagnole - et précédent commandement de Torres Rojas et de Milans del Bosch. Cela marque l'échec de la tentative d'occupation des points stratégiques de la capitale, parmi eux le siège de la radio et de la télévision, et la diffusion d'un communiqué relatant le succès du coup d'État.
Le refus du roi Juan Carlos Ier de soutenir le coup d'État le fait avorter dans la nuit. Le monarque lui-même s'assure par sa gestion personnelle et celle de ses collaborateurs de la fidélité des commandants militaires. L'attitude du président de la Généralité de Catalogne, Jordi Pujol, est aussi remarquable[réf. nécessaire] : peu avant 22 heures, il diffuse à toute l'Espagne sur Radio Nacional et Radio Exterior une allocution où il appelle au calme.
Jusqu'à une heure du matin, des négociations ont lieu à l'hôtel Palace, situé à deux pas du Congrès et centre des opérations choisi par le général Aramburu Topete, directeur général de la Garde civile, et le général José Antonio Sáenz de Santa María, directeur général de la Police nationale. De même s'y trouve le général Alfonso Armada, pourtant putschiste et qui, sous couvert de négocier, prétend se proposer comme solution de compromis entre le roi et Tejero. Son plan secret, inspiré par l'exemple de Charles de Gaulle, était de former un gouvernement dont feraient partie des socialistes et des communistes. À minuit, il se présente au Congrès avec un double objectif : convaincre le lieutenant-colonel Tejero de renoncer et assumer lui-même les fonctions de président du Gouvernement aux ordres du roi, une attitude clairement anticonstitutionnelle. Mais il n'est pas « l'autorité militaire compétente » attendue par Antonio Tejero, qui est partisan d'un régime franquiste, et ce dernier le congédie violemment. Plus tard, ses plans sont découverts et il est relevé de ses fonctions de chef d'état-major adjoint de l'armée de terre.
À une heure du matin, Juan Carlos Ier intervient à la télévision, en uniforme de capitaine général des armées pour s'opposer au coup d'État, défendre la Constitution et relever le général Jaime Milans del Bosch. À partir de ce moment, le coup d'État est considéré comme avorté. À cinq heures, isolé, Milans del Bosch renonce à ses plans et est arrêté. Antonio Tejero résiste jusqu'à midi le 24 février, mais les députés sont libérés dans la matinée.

## Les réactions internationales
Peu après l'assaut du Congrès, le coup d’État est condamné avec force par les pays de la CEE, avec qui l'Espagne était en négociation pour une adhésion qui se produira finalement en 1986. Au Royaume-Uni , le Premier ministre Margaret Thatcher qualifie le soulèvement militaire d'« acte terroriste » .
Pour leur part, les États-Unis se maintiennent officiellement neutres au cours de ce processus, bien qu'existent divers indices qui semblent indiquer que l'administration Reagan était au courant, grâce aux informations de la CIA, de l'imminence du coup d'État. Parmi les attitudes douteuses qu'ont eues les États-Unis, on peut noter la réception de futurs militaires putschistes espagnols à Washington en 1980, l'accroissement des mouvements militaires nord-américains dans le détroit de Gibraltar au cours des jours précédents et l'état d'alerte décrété sur la base aérienne de Torrejón de Ardoz depuis le dimanche qui précédait le coup d'État[réf. nécessaire]. Antonio Tejero lui-même, assis au banc des accusés lors du procès qui suivra le coup d'État, affirme sans difficulté qu'« aussi bien le gouvernement des États-Unis que le Vatican avaient été sondés par le général Armada ». Après l'entrée d'Antonio Tejero dans l'hémicycle, le secrétaire d'État américain, le général Alexander Haig, se limite à déclarer que « l'assaut du Congrès des députés est une affaire interne concernant les Espagnols », ce qui lui vaut de sévères critiques internationales ; une fois le coup d'État échoué, il change ses déclarations pour un surprenant « Nous devons nous féliciter qu'en Espagne la démocratie ait triomphé ». Depuis les accords de Madrid de 1953 , les liens sont troubles entre Washington et l'armée espagnole[réf. nécessaire].
Pour sa part, le Vatican était réuni le jour même, le 23 février, en une Assemblée épiscopale et il ne fera de ce fait pas de déclaration avant le 24, lorsqu'il condamne le coup d'État déjà échoué.

## Le procès et les conséquences du coup d’État

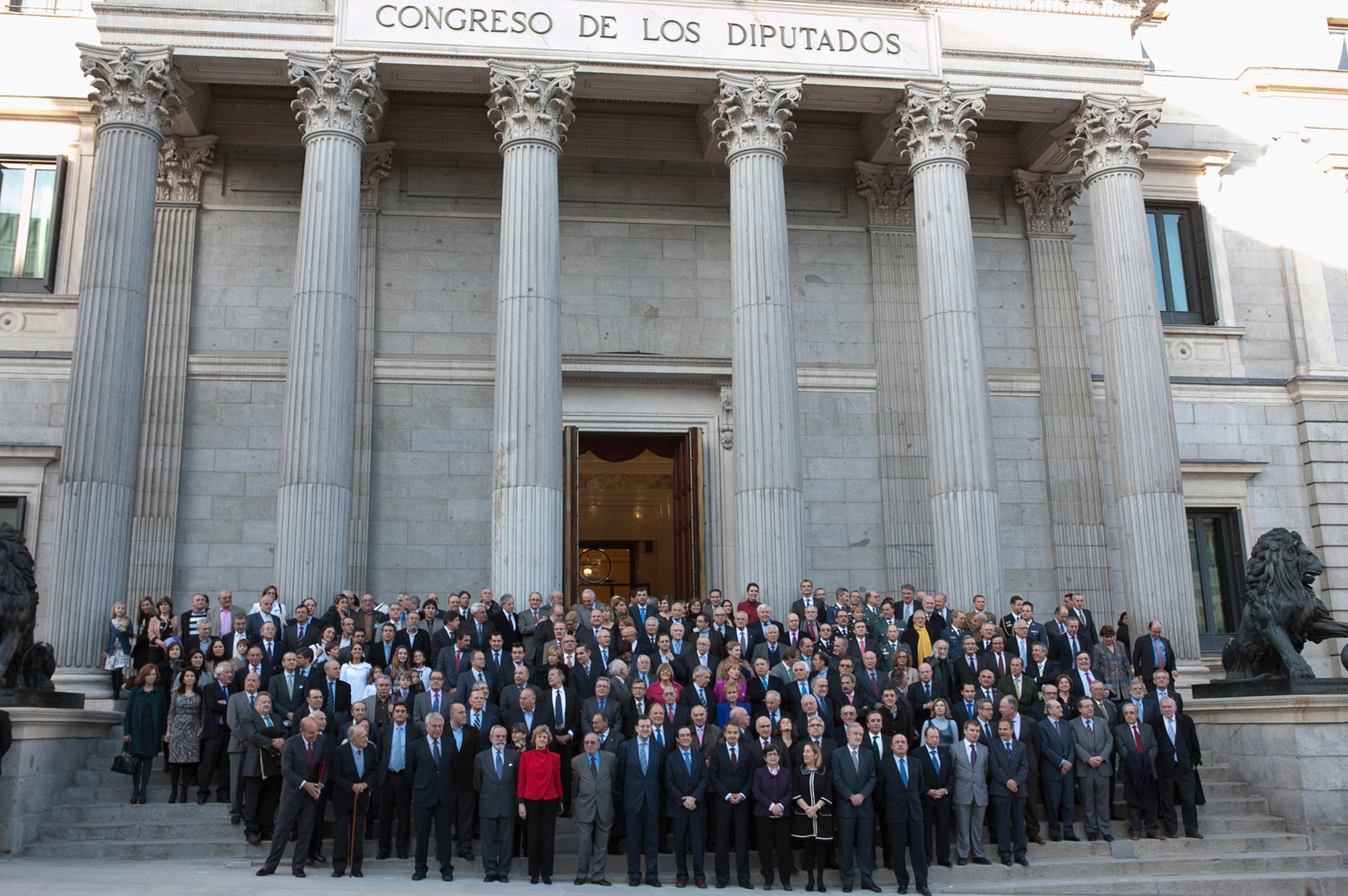
Commémoration du de l'échec du coup d'État, le 23 février 2011.

Deux jours après cette tentative de coup d’État, Leopoldo Calvo-Sotelo obtient son investiture comme nouveau président du gouvernement, à la majorité absolue des suffrages.
Après le coup d'État demeurent quelques interrogations, spécialement au sujet du rôle joué par chacun des principaux putschistes et particulièrement les intentions et appuis du général Armada. Les conséquences les plus notables sont le début du processus d'évolution autonomiste (LOAPA) et un puissant renforcement de l'image de la monarchie parmi la population et les médias politiques.
Lors du procès postérieur devant le Conseil suprême de Justice militaire, connu en tant que procès de Campamento, Milans del Bosch, Alfonso Armada et Antonio Tejero Molina sont condamnés à trente ans de réclusion, comme principaux responsables du coup d’État.
La trame civile du coup d'État ne sera jamais instruite de manière rigoureuse[réf. nécessaire], l'unique civil condamné étant l'ex-dirigeant des Syndicats verticaux franquistes Juan García Carrés.
| Nom des accusés                             | Ministère public | Conseil suprême de justice militaire | Tribunal suprême |
| ------------------------------------------- | ---------------- | ------------------------------------ | ---------------- |
| Jaime Milans del Bosch                      | 30 ans           | 30 ans                               | 30 ans           |
| Alfonso Armada y Comyn                      | 30 ans           | 6 ans                                | 30 ans           |
| Antonio Tejero Molina                       | 30 ans           | 30 ans                               | 30 ans           |
| Luis Torres Rojas                           | 15 ans           | 6 ans                                | 12 ans           |
| Diego Ibáñez Inglés                         | 15 ans           | 5 ans                                | 10 ans           |
| José Ignacio San Martín López               | 15 ans           | 3 ans et 1jour                       | 10 ans           |
| Ricardo Pardo Zancada                       | 15 ans           | 6 ans                                | 12 ans           |
| Miguel Manchado García                      | 12 ans           | 3 ans et 1 jour                      | 8 ans            |
| José Luís Cortina Prieto                    | 12 ans           | acquitté                             | acquitté         |
| Juan García Carrés (l'unique civil inculpé) | 10 ans           | 2 ans                                | 2 ans            |
| Pedro Mas Oliver                            | 8 ans            | 3 ans                                | 6 ans            |
| Vicente Gómez Iglesias                      | 8 ans            | 3 ans                                | 6 ans            |
| José L. Abad Gutiérrez                      | 7 ans            | 3 ans et 1 jour                      | 5 ans            |
| Jesús Muñecas Aguilar                       | 7 ans            | 3 ans et 6 mois                      | 5 ans            |
| Carlos Álvarez-Arenas Pardina               | 6 ans            | 3 ans                                | 3 ans            |
| José Pascual Gálvez                         | 6 ans            | 3 ans                                | 3 ans            |
| Francisco Acera Martín                      | 5 ans            | 2 ans                                | 3 ans            |
| Juan Pérez de la LastraTormo                | 5 ans            | 2 ans                                | 3 ans            |
| Carlos Lázaro Corthay                       | 5 ans            | 2 ans                                | 3 ans            |
| Enrique Bobis González                      | 5 ans            | 2 ans                                | 3 ans            |
| F. Javier Dusmet García-Figueras            | 5 ans            | 2 ans                                | 2 ans            |
| José Cid Fortea                             | 5 ans            | 2 ans                                | 2 ans            |
| Camilo Menéndez Vives                       | 4 ans            | 1 an                                 | 1 an             |
| César Álvarez Fernández                     | 4 ans            | acquitté                             | 1 an             |
| José Núñez Ruano                            | 3 ans et 1 jour  | acquitté                             | 1 an             |
| Pedro Izquierdo Sánchez                     | 3 ans et 1 jour  | acquitté                             | 1 an             |
| Vicente Ramos Rueda                         | 3 ans et 1 jour  | acquitté                             | 1 an             |
| Manuel Boza Carranco                        | 3 ans et 1 jour  | acquitté                             | 1 an             |
| Santiago Vecino Núñez                       | 3 ans et 1 jour  | acquitté                             | 1 an             |
| Juan Batista González                       | 3 ans            | acquitté                             | acquitté         |
| Jesús Alonso Hernáiz                        | 2 ans            | acquitté                             | 1 an             |
| Vicente Carricondo Sánchez                  | 2 ans            | acquitté                             | 1 an             |
| Francisco Ignacio Román                     | 1 an et 6 mois   | acquitté                             | acquitté         |

## Théories alternatives
Le déroulement sans effusion de sang mais apparemment chaotique du coup d'État, la pléthore de questions sans réponse quant à son déroulement, l'allégeance monarchiste farouche de deux principaux conspirateurs (Armada et Milans del Bosch) et la longue absence du roi avant qu'il ne fasse finalement une allocution à la télévision publique en fin de soirée ont alimenté le scepticisme et les théories du complot pendant le procès Campamento et sont restées actives depuis.
Ces théories mettent en doute la sincérité de la défense de la démocratie par le roi et qualifient le coup d'État d'exemple de realpolitik coercitive poussée à son paroxysme. En substance, cette version des événements prétend que le coup d'État lui-même a été orchestré par les services secrets espagnols, de connivence avec le roi et la maison royale, ainsi qu'avec des représentants des principaux partis politiques et des médias grand public, entre autres. La pièce maîtresse du complot et sa motivation apparente étaient l'opération Armada, un coup d'État en douceur inspiré de l'Opération Résurrection orchestrée en mai 1958 par les partisans du général de Gaulle et visant à mettre en place un gouvernement d'unité nationale dirigé par Armada lui-même et composé d'une série de ministres issus de tous les principaux partis politiques. Le premier objectif était d'évincer le premier ministre Suárez, qui avait été critiqué sans relâche par les médias et l'élite politique pendant des mois et dont on disait qu'il avait même perdu les bonnes grâces du roi, en partie à cause de l'ambitieux programme réformiste de Suárez, qui avait vraisemblablement dérapé. Le second objectif du prétendu coup d'État en douceur était une conséquence du premier : il s'agissait de presser les institutions publiques espagnoles encore balbutiantes de remplir les critères de convergence pour lesquels la nation était préparée, à savoir l'adhésion future à l'OTAN, à la CEE et la consolidation d'une monarchie parlementaire effectivement bipartisane et idéologiquement modérée. Selon le raisonnement qui sous-tendait la théorie, cet objectif exigeait à la fois de purger les forces armées de leurs éléments les plus réactionnaires et d'effrayer l'électeur ordinaire pour qu'il accepte la monarchie et le système bipartite comme une solution institutionnelle par défaut,.
Un autre objectif encore, plus concret, aurait été de neutraliser un coup d'État imminent et dur prévu plus tard dans l'année, très probablement le 2 mai,,. Une clique ou un sous-groupe important parmi les instigateurs de ce prétendu coup d'État était le groupe dit « des Colonels », dirigé par l'ancien chef du CESID, José Ignacio San Martín (es). Deux raisons ont été invoquées pour expliquer pourquoi ce prétendu complot était considéré comme particulièrement dangereux : les relations de San Martín avec les services de renseignement et le fait que ce soient les colonels et les lieutenants-colonels, plutôt que les généraux, qui avaient le contrôle direct des troupes,.
Selon ces théories, le Premier ministre Suárez aurait eu vent de l'« opération Armada » longtemps à l'avance, d'où sa démission soudaine afin de l'éviter - étant donné que le coup d'État devait avoir lieu pendant la motion de censure de son gouvernement, prévue quelques semaines plus tard. Le plan aurait été mis en œuvre malgré la démission de Suárez, mais l'incapacité de Tejero à comprendre ses ramifications, sa croyance candide qu'il était au cœur d'un complot de coup d'État pur et dur, la journée médiatique provoquée par son entrée violente dans les chambres du Congrès (et son comportement et son langage grossiers et sans manières, qui ont été captés par des microphones et des caméras dans le bâtiment et plus tard ridiculisés par la presse) et son refus d'accepter le gouvernement multipartite proposé par Armada, auraient entraîné l'avortement simultané du coup d'État « dur » et du coup d'État « mou » par ceux qui les avaient planifiés.
L'ancien chef des opérations spéciales du CESID, José Luis Cortina Prieto, l'un des trois officiers militaires acquittés au cours du procès, joue d'après certains commentateurs un rôle omniprésent dans ces théories, dont certaines le placent comme un acteur majeur de la conspiration ainsi que comme l'homme responsable de la fusion de tous les différents complots de coup d'État en un seul, puis de leur neutralisation simultanée,,. Cortina, diplômé de l'Académie de Saragosse dans la même cohorte que le roi, avait été nommé aux services de renseignement de l'état-major interarmées sous le gouvernement Carrero et aida ensuite son frère à créer le groupe de réflexion « Gabinete de Orientación y Documentación S. A. », qui serait le germe du principal parti conservateur du pays. Il a été allégué,,,, que pendant une pause déjeuner dans le cadre du procès « 23-F », et après avoir été soumis à un interrogatoire particulièrement intense par le procureur, Cortina a saisi un téléphone et a été entendu dire : « Como siga este tío así, saco a relucir lo de Carrero » (« si ce type continue à me mettre la pression comme ça, je vais cracher le morceau sur ce qui est arrivé à Carrero »). L'interrogatoire du procureur aurait perdu beaucoup d'intensité lorsque le tribunal reprit après la pause déjeuner, et Cortina fut finalement acquitté.
On peut soutenir que, jusqu'à la diffusion en 2014 du docufiction par la chaîne de télévision La Sexta, l'œuvre de Jesús Palacios et le livre La gran desmemoria (es) de Pilar Urbano, ces thèses n'ont jamais fait leur chemin dans la conscience dominante, bien que les sous-entendus et les implications subtiles ne soient pas inhabituels. Certaines de ces implications peuvent être involontaires. La biographie officielle du Roi par José Luis de Vilallonga contient l'extrait d'interview suivant :
« Si je devais réaliser une opération au nom du Roi mais sans son consentement, mon premier geste aurait été de l'isoler du reste du monde et de l'empêcher de communiquer avec quiconque à l'extérieur. Eh bien, c'est loin d'être le cas : cette nuit-là, j'ai pu entrer et sortir de ma résidence à volonté ; et concernant les lignes téléphoniques, j'ai reçu plus d'appels en quelques heures que je n'en avais reçu en un mois entier ! De mon père, qui se trouvait à Estoril (et qui était aussi très surpris de pouvoir me contacter par téléphone), de mes deux sœurs à Madrid, et de chefs d'État amis qui m'ont encouragé à résister. »
Sabino Fernández Campo, chef de la Maison Royale, aurait expurgé ceci de l'édition espagnole.